# ابوالحسن بصروی
ابوالحسن محمد بن محمد بن احمد بُصرَوی(درگذشت ۴۴۳ق) معروف به بصروی از فقهای امامیه شام در قرن پنجم قمری و از شاگردان سید مرتضی. وی علاوه بر فقه ذوق شعری نیز داشت، از او آثاری در فقه و شعر به یادگار مانده‌است. آرای فقهی او در المفید فی التکلیف بیان شده‌است. وی فهرستی از آثار استادش، سید مرتضی ارائه نموده‌است.

## زیست‌نامه
بصروی به روستایی به نام «بُصری» در مجاورت عُکبَرا و نزدیکی بغداد منسوب است
دربارهٔ سال‌های نخستین زندگانی وی آگاهی چندانی در دست نیست. وی سرانجام در ربیع‌الاول ۴۴۳ق در بغداد درگذشت.

## استادان
وی مدت زمان طولانی را به ملازمت با سید مرتضی گذرانده و نزد وی در علم کلام دانش‌آموخته‌است، سید مرتضی نیز اجازه خاص نقل تمامی مصنفاتش را، به وی داده‌است به گونه ای که یکی از دلایل شهرت وی را، شاگردی نزد سید مرتضی می‌دانند.

## شاگردان
1. ابن شریف اکمل بحرانی:از محدثان و فقهای شیعه است.[۴]
2. جبرئیل بن اسماعیل قمی پدر شاذان بن جبرئیل.[۴]

در میان کسانی که از او روایت کرده‌اند، افرادی با مذاهب غیر امامی مانند خطیب بغدادی به چشم می‌خورد.

## آراء خاص فقهی
آراء فقهی بصروی نزد شیعه همواره از جایگاه خاصی برخوردار بوده‌است؛ دیدگاه‌های وی به خصوص در کتابش با عنوان المفید فی التکلیف بازتاب یافته، و پیوسته مورد استفاده فقهای شیعه قرار گرفته‌است.
از جمله آراء وی که در آثار فقهی قرن‌های بعد بازتاب خاصی داشته‌است، می‌توان به طهارت آب چاه نجس شده، تنها در صورت کر بودن آن، اشاره کرد. از دیگر آراء خاص وی با وضو بودن هنگام رمی جمرات است.

## آثار
- المفید فی التکلیف؛ این کتاب را ابن شریف اکمل بحرانی و جبرئیل بن اسماعیل قمی از بصروی روایت کرده‌اند.[۹] در دوره‌های مختلف به عنوان کتاب درسی فقه شیعه آموزش داده می‌شده‌است.[۱۰] تردیدی نیست که این اثر دست کم تا زمان شهید اول و در دسترس وی بوده‌است[۱۱] اما اکنون نشانی از نسخه‌های آن بر جای نمانده‌است.[۱۲]
- مجموعه آثار سید مرتضی؛ بصروی فهرستی از تألیفات سید مرتضی را فراهم نموده‌است، که با صورت اجازه‌ای از وی همراه گشته‌است. نسخه‌ای از آن در کتابخانه مرکزی دانشگاه تهران موجود است.[۱۳] نسخه‌ای از این اجازه در آغاز مجموعه رسائل سید مرتضی در کتابخانه آستان قدس رضوی درج شده‌است.[۱۴]
- المعتمد؛ موضوع این کتاب به احتمال زیاد فقهی است.[۱۵]
- دیوان شعر؛ وی با اینکه فقیه بوده‌است، در سرودن شعر نیز توانا بوده‌است و بسیاری شعر او را نیکو، و مضامین آن را دل‌نشین دانسته‌اند.[۱۶] خطیب بغدای قطعه‌هایی از شعر وی را که در نکوهش دنیا سروده، نقل کرده‌است.[۱۷]